# Maria Immaculata von Bourbon-Sizilien

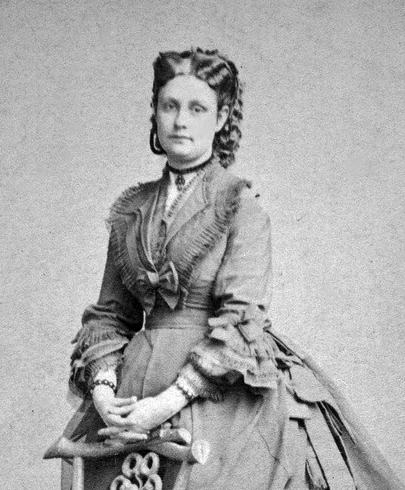
Maria Immaculata (etwa 1868)

Maria Immaculata Clementina (* 14. April 1844 in Neapel; † 18. Februar 1899 in Wien) war eine geborene Prinzessin von Bourbon-Sizilien und durch Heirat Erzherzogin von Österreich-Toskana.

## Leben
Maria Immaculata war eine Tochter von König Ferdinand II. beider Sizilien und Maria Theresia, Erzherzogin von Österreich. Ihre ältere Schwester war Maria Annunziata, die ebenfalls einen österreichischen Erzherzog, Karl Ludwig, heiratete.
Die Erzherzogin war eine berühmte Schönheit, die sogar im „Schönheitsalbum“ der Kaiserin Elisabeth zu finden war. Wegen ihrer zehn Geburten, zu denen der Kaiser Maria Immaculata je eine Perlenkette schenkte, nannte Sissi die Familie spöttisch „Perlenfischer“. Marias Sohn Franz Salvator heiratete 1890 in Bad Ischl die jüngste Tochter Kaiser Franz Josephs und Elisabeths, Erzherzogin Marie Valerie.
Maria Immaculata starb 1899 mit 54 Jahren in Wien.
Ihr Grab liegt in der Ferdinandsgruft inmitten der Kapuzinergruft in Wien.
Fünf ihrer zehn Kinder starben jung und ruhen ebenfalls in der Ferdinandsgruft.

## Nachkommen
Maria Immaculata heiratete am 19. September 1861 in Rom ihren Cousin 1. Grades Erzherzog Karl Salvator von Österreich-Toskana, Sohn von Leopold II., Großherzog der Toskana, und Maria Antonia, Prinzessin von Bourbon und beider Sizilien.
- Maria Theresia (* 18. September 1862, † 10. Mai 1933) ⚭ Karl Stephan von Österreich (1860–1933)
- Leopold Salvator (* 15. Oktober 1863; † 4. September 1931) ⚭ Blanca de Castilla de Borbón
- Franz Salvator (* 21. August 1866; † 20. April 1939) ⚭ Marie Valerie von Österreich, Tochter von Kaiser Franz Josef von Österreich
- Karoline Marie (* 5. September 1869; † 12. Mai 1945) ⚭ August Leopold von Sachsen-Coburg und Gotha (1867–1922)
- Albrecht Salvator (* 22. November 1871; † 27. Februar 1896), unverheiratet
- Maria Antoinette (* 18. April 1874; † 14. Januar 1891)
- Maria Immaculata (* 3. September 1878; † 25. November 1968) ⚭ Robert von Württemberg (1873–1947)
- Rainer Salvator (* 27. Februar 1880; † 4. Mai 1889)
- Henriette Maria (* 20. Februar 1884; † 13. August 1886)
- Ferdinand Salvator (* 2. Juni 1888; † 28. Juli 1891)